# 팰로앨토 연구소

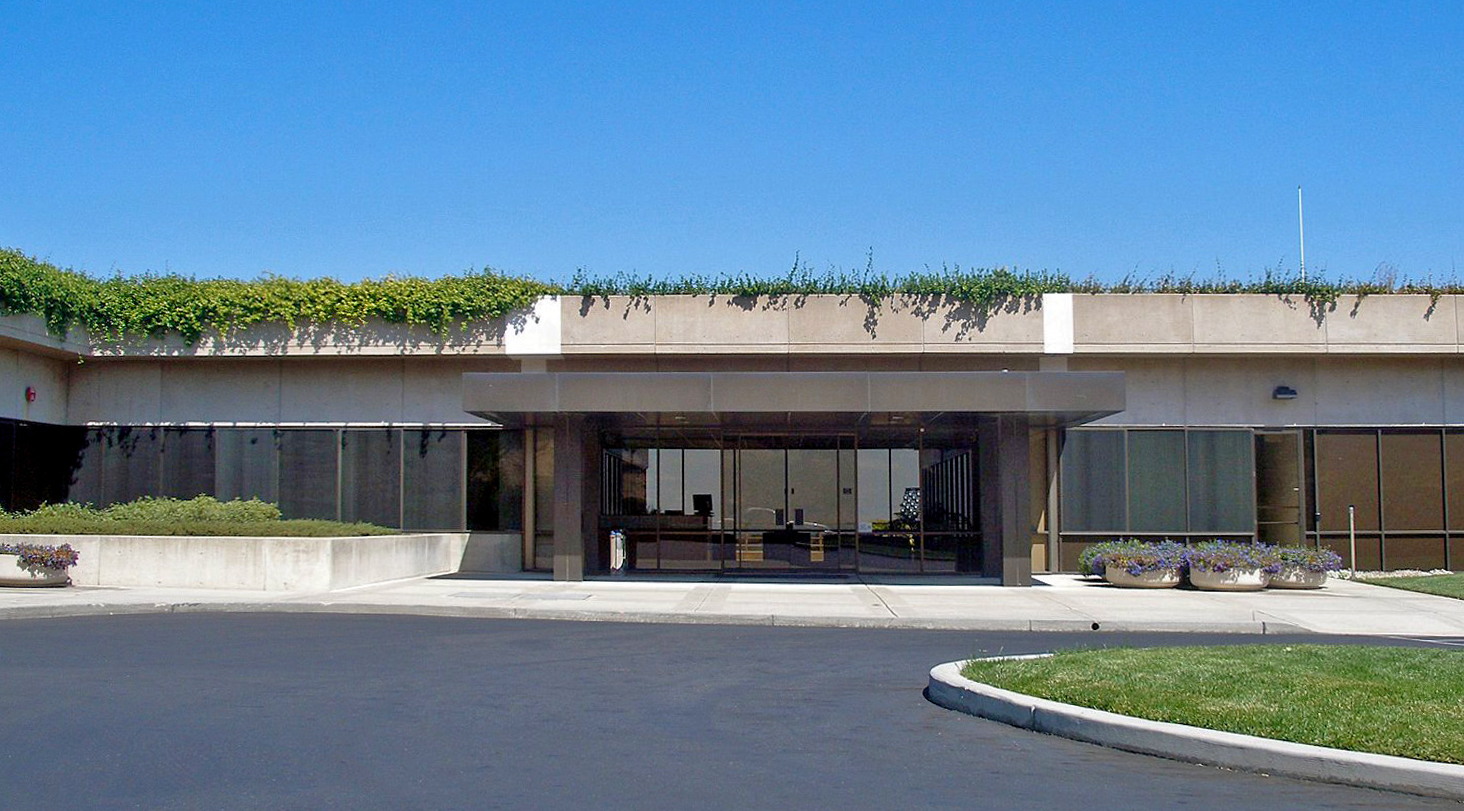
팰로앨토 연구소 현관.

팰로앨토 연구소(영어: Palo Alto Research Center, PARC, 구명칭: Xerox PARC)는 미국 캘리포니아주 팰로앨토에 있는 연구 개발 회사이다. 제록스의 연구 부문으로 1970년에 세워졌으며, 2002년 제록스의 자회사로 분리되었다. 이 연구소를 설립한 사람은 자기공명 분야를 연구한 물리학자 조지 패익 박사이다.
레이저 프린터, 이더넷, 그래픽 사용자 인터페이스(GUI) 개념, 객체 지향 프로그래밍, 유비쿼터스 컴퓨팅, VLSI 기술 등을 개발한 곳으로 널리 알려져 있다.
현재의 연구 분야는 바이오 과학 기술, 청정 기술, 사용자 인터페이스 설계, 센스메이킹, 유비쿼터스컴퓨팅, 롤-투-롤 프로세싱(large area electronics), 임베디드/인텔리전트 시스템 분야이다.

## 성취
레이저 프린터 개발뿐 아니라 팰로앨토 연구소는 현대 컴퓨팅의 많은 요소를 생각하여 만들어냈다.
- 컴퓨터 발생 비트맵 그래픽스
- 창과 아이콘을 대표하는 그래픽 사용자 인터페이스
- 위지위그 문서 편집기
- 인터프레스 (해상도 독립 그래픽 페이지 기술 언어이며 포스트스크립트가 그 뒤를 이음)
- 이더넷 컴퓨터 랜
- 스몰토크 프로그래밍 언어 및 통합 개발 환경의 완전한 형태의 객체 지향 프로그래밍

## 같이 보기
- 제록스
- 매킨토시